# Ladehemmung
Als Ladehemmung bezeichnet man eine Fehlfunktion an einer Schusswaffe. Meist verklemmt dabei eine Patrone oder Patronenhülse in der Lademechanik, sodass das automatische Entfernen der alten oder das Nachladen der nächsten unterbrochen wird.
Auslöser kann zum Beispiel die enorme Hitze sein, die beim Dauerfeuern entsteht, wenn sich dadurch die metallischen Teile an der Waffe verziehen. Auch Fertigungsfehler an der Munition, Verschmutzungen oder das Eindringen von Fremdkörpern in die Waffe können Grund einer Ladehemmung sein. Bei Gewehren wie Karabinern als Repetiergewehr mit Einzelfeuer treten solche Störungen eher weniger auf. Die Anfälligkeit der Waffen für Ladehemmungen kann auch auf einen komplizierten und damit anfälligen Mechanismus am Verschluss oder der Munitionszuführung zurückzuführen sein. Ein weiterer Grund für Fehlfunktionen kann eine verschlissene oder falsch dimensionierte Verschlussfeder sein.

Mitunter werden Ladehemmungen während der Schießausbildung absichtlich herbeigeführt, um deren Beseitigung zu trainieren.

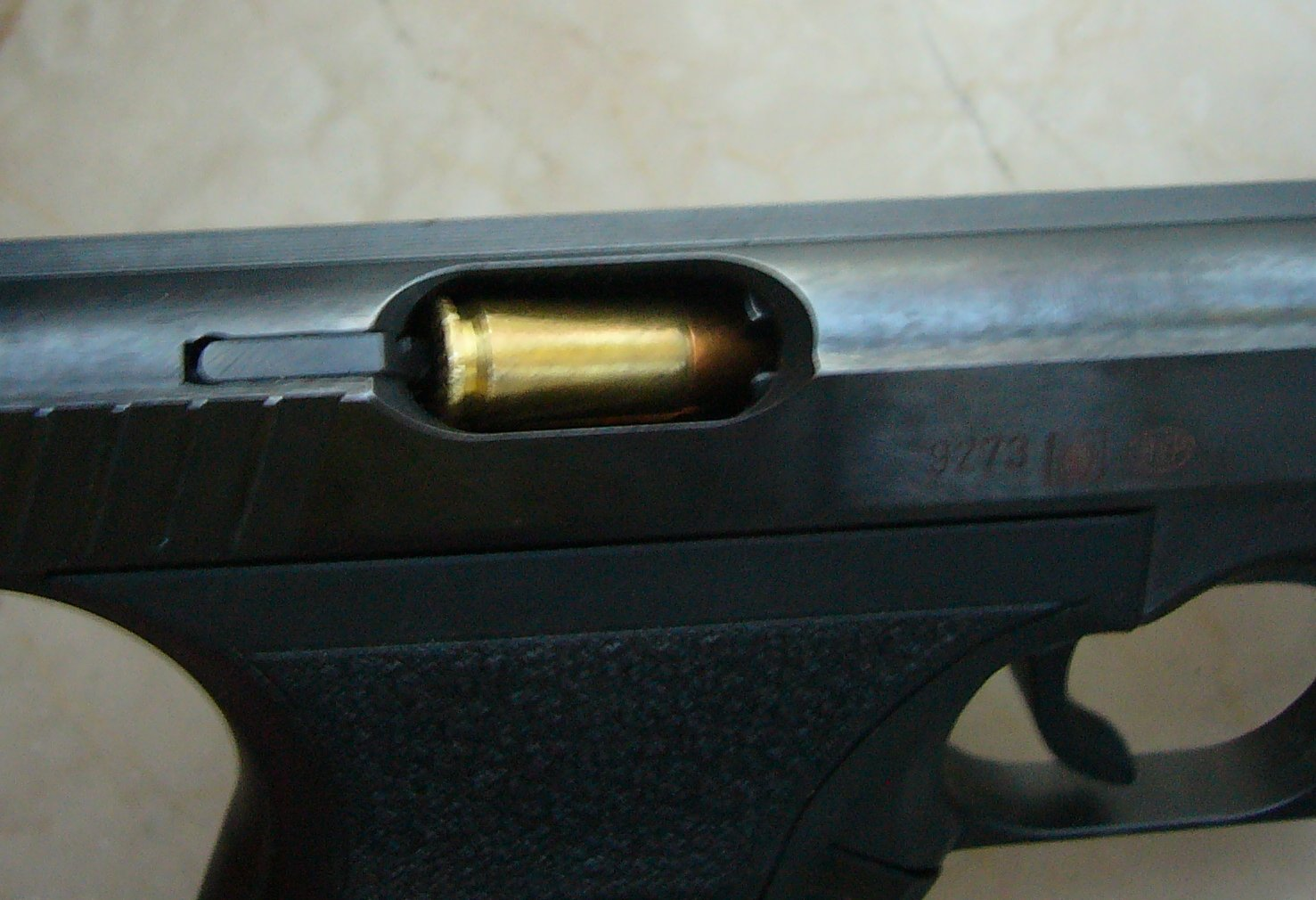
Fehlfunktion bei der Patronenzuführung (failure to feed), HK P7
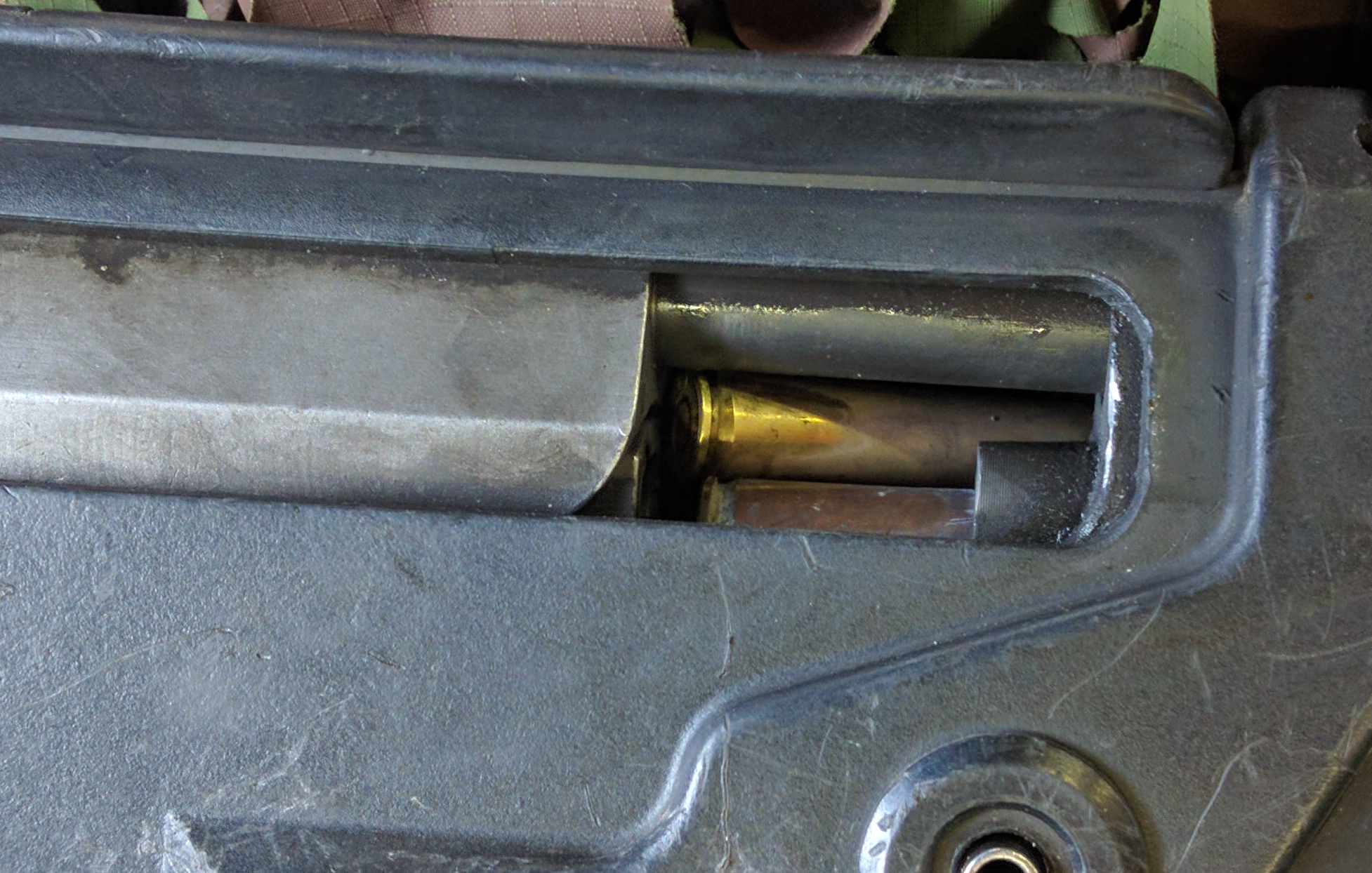
Doppelzufuhr (double feed), FAMAS
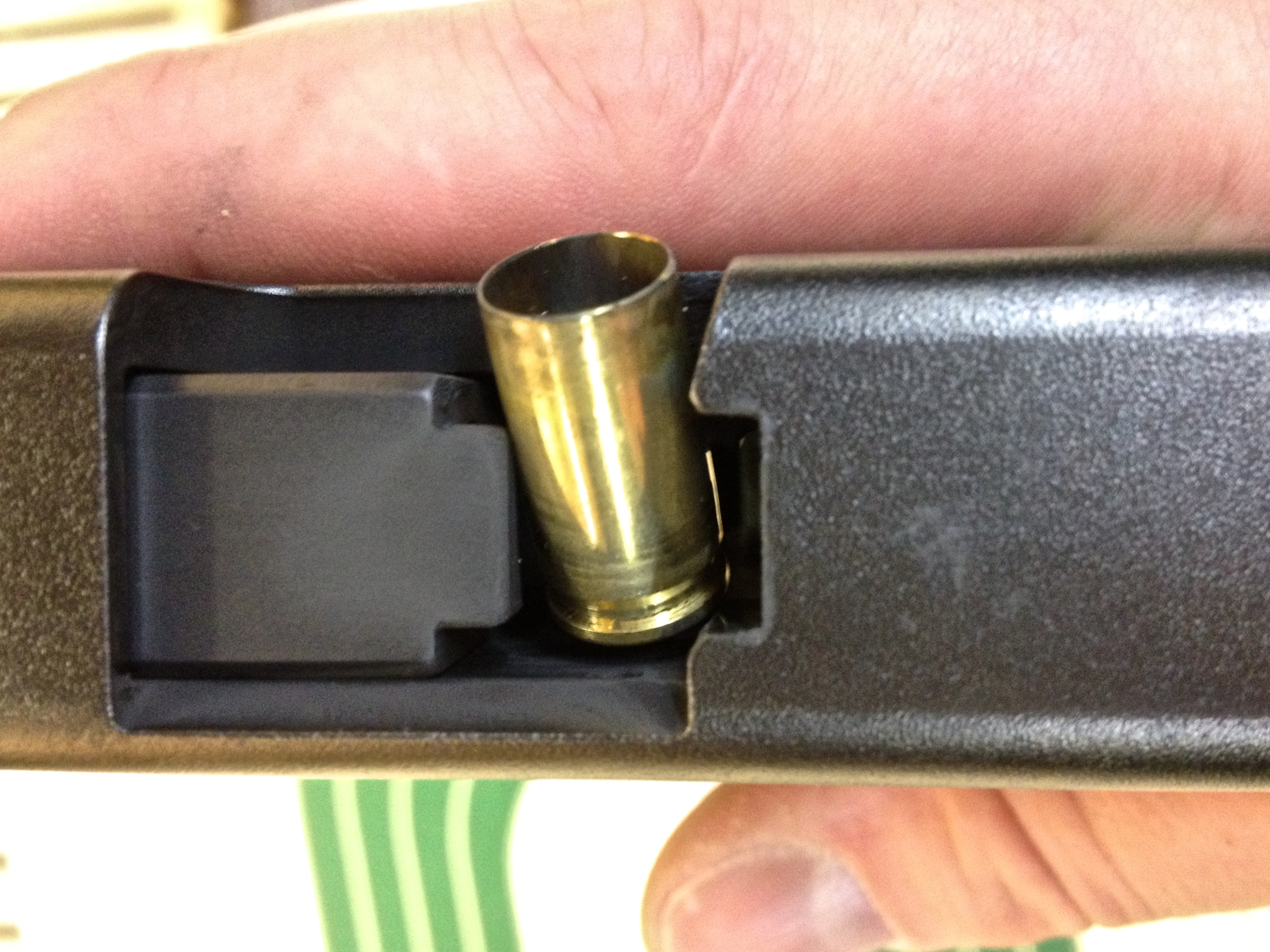
Fehlfunktion beim Hülsenauswurf (stovepipe / failure to eject)